# Tropidurus helenae
Tropidurus helenae — вид ігуаноподібних ящірок родини Tropiduridae. Ендемік Бразилії.

## Поширення і екологія
Tropidurus helenae мешкають в штаті Піауї на північному сході Бразилії. Вони живуть серед вапнякових і пісковикових скель.